# Wyandotte

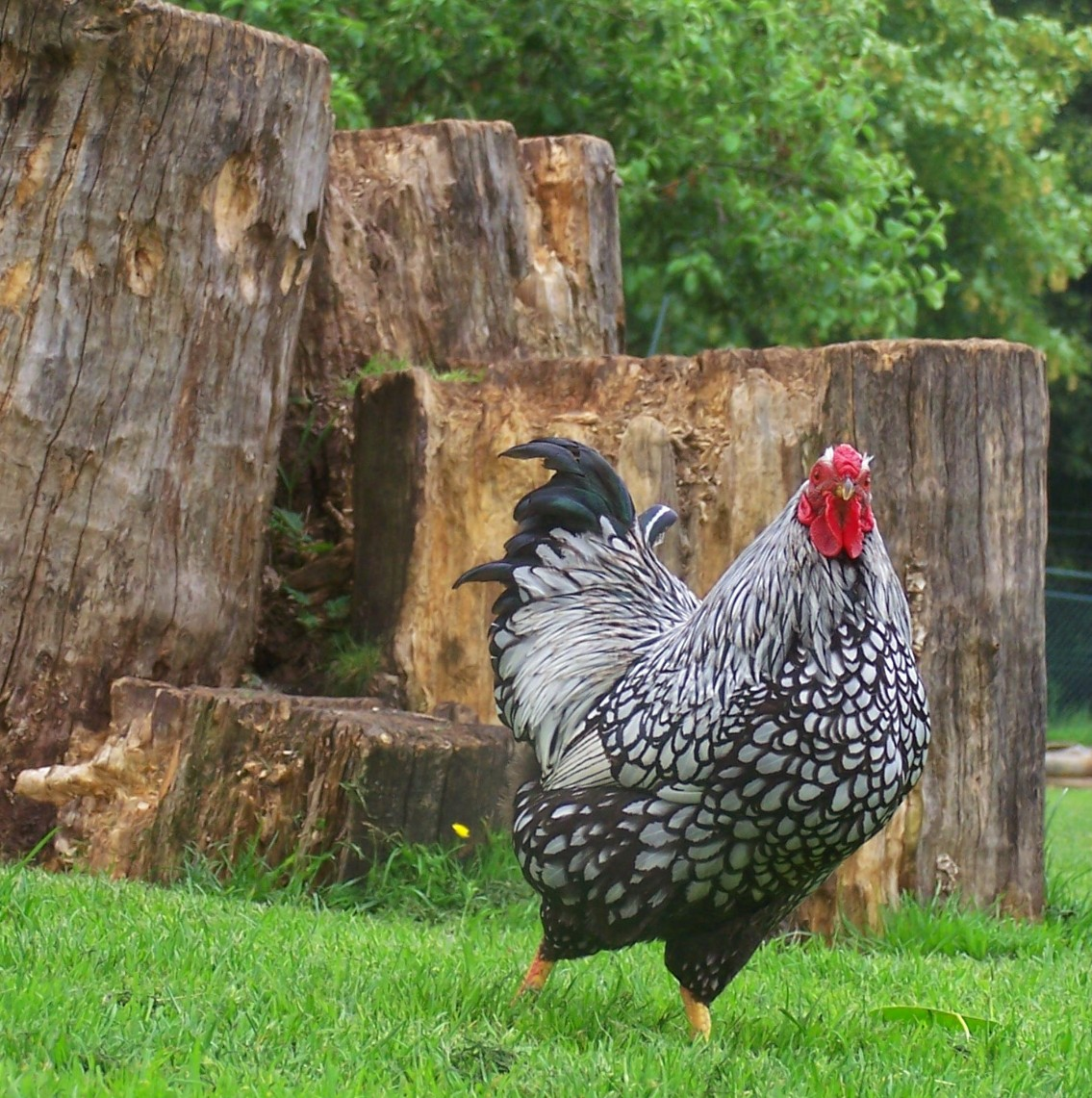
Galo da raça Wyandotte com plumagem prata laceada.

Wyandotte é uma raça do Gallus gallus domesticus desenvolvida nos Estados Unidos entre o final do século XIX e início do século XX, sendo resultado de cruzamentos entre as raças Sebright, Cochin, Brahma e Spangled Hamburg, entre outras. Seu nome veio de uma tribo indígena americana chamada Wyandotte.
Como principais características morfológicas, os frangos e galinhas dessa raça possuem a pele amarelada e a crista tipo ervilha. Por conta da sua bela plumagem nas variedades prata laceada, azulada, branca, amarela, preta e mil flores, os animais desta raça costumam ser usados como aves ornamentais, mas também são destinados à produção de carne e ovos de casca marrom.
Os galos da raça podem chegar aos 3,9 kg e as galinhas, aos 3,0 kg. Quanto à postura anual, esta pode chegar a 220 ovos no primeiro ciclo.